# 카스텔델주디체
카스텔델주디체(이탈리아어: Castel del Giudice)는 이탈리아 몰리세주 이세르니아도의 코무네다. 캄포바소로부터 북서쪽 50km 이세르니아 북쪽 30km 거리에 있다.